# Fwâi
Fwâi és una llengua austronèsia parlada majoritàriament a l'àrea tradicional de Hoot Ma Waap, al municipi de Hienghène, a la Província del Nord, Nova Caledònia. De la mateixa manera que el jawe, el nemi i el pije, es parla a la comuna de Hienghène; figura al diccionari comparatiu de llengües de Hienghène, escrit per André-Georges Haudricourt i Françoise Ozanne-Rivierre en 1982. Té uns 1.900 parlants nadius.

## Registres
Hi ha dos registres estilístics distints en fwâi: d'una part la llengua corrent, d'altra part el fwâi honorífic. Aquest darrer, similar al qene miny del drehu, és una llengua cerimonial parlada en el curs dels grans cacicatges, quan els subjectes es dirigeixen a personatges d'alt rang o d'edat avançada.
Aquest llenguatge honorífic encara es practica, i es pot sentir tot en àlbums de la banda Huréré – en particular l'àlbum « Took kohya » amb Hypolite Bouarat.